# Parioxys
Parioxys Cope, 1878 è un genere di anfibi estinti appartenente ai temnospondili. Visse nel Permiano inferiore (circa 295 milioni di anni fa) e i suoi resti fossili sono stati ritrovati in Nordamerica (Texas).

## Descrizione
Questo animale non doveva superare la lunghezza di un metro, e il suo aspetto doveva richiamare quello del suo stretto parente Eryops. Al contrario di quest'ultimo, tuttavia, Parioxys possedeva una corporatura meno massiccia. Le orbite, inoltre, erano più grandi. Questo animale possedeva intercentri vertebrali di forma cilindrica, due paia di costole sacrali e zampe allungate, caratteristiche che fanno supporre uno stile di vita più legato alla terraferma rispetto a Eryops. Negli esemplari giovani, la regione preorbitale era lunga una volta e mezzo rispetto a quella postorbitale, mentre negli adulti era lunga il doppio; le ossa parietali erano lunghe solo due terzi rispetto alle ossa frontali, e le vacuità interpterigoidee erano lunghe meno della metà dell'intero cranio. Le coane, inoltre, erano estese posteriormente, mentre il vomere possedeva una depressione mediana allargata e a forma di V.

## Tassonomia
La specie tipo Parioxys ferricolus venne descritta per la prima volta nel 1878 da Edward Drinker Cope, sulla base di resti fossili rinvenuti nella Contea di Baylor, in Texas. Un'altra specie, P. bolli, venne descritta da Robert L. Carroll nel 1964. Inizialmente venne considerato uno stretto parente di Eryops, ma successivamente venne attribuito ai trematopidi, una famiglia di anfibi permo-carboniferi dalle abitudini terrestri e dalle curiose aperture nasali. Solo in seguito, nel 1955, Parioxys venne posto in una famiglia a sé stante (Parioxyidae). Parioxys è stato a lungo considerato più strettamente imparentato con Eryops che con i trematopidi, e posto all'interno del gruppo degli eriopoidi (Polley e Reisz, 2011). Solo successivamente, nel 2022, una ridescrizione del materiale  conosciuto, congiuntamente allo studio di ulteriore materiale, ha indicato che Parioxys era in realtà un rappresentante della famiglia Dissorophidae, un gruppo di temnospondili strettamente legati all'ambiente terrestre. In particolare, sembra che Parioxys fosse un dissorofide molto derivato, affine alla specie russa Kamacops acervalis, sulla base di similitudini della zona del palato (Schoch e Sues, 2022).